# Perrault-Syndrom
Das Perrault-Syndrom ist eine sehr seltene angeborene Erkrankung mit einer Kombination von Gonadendysgenesie bei homozygoten Frauen und Innenohrschwerhörigkeit bei beiden Geschlechtern.
Synonyme sind: XX-Gonadendysgenesie mit Taubheit; englisch Gonadal dysgenesis, XX type, with deafness; Ovarian dysgenesis with sensorineural deafness; Gonadal dysgenesis, XX type
Die Bezeichnung bezieht sich auf den Erstautoren der Erstbeschreibung aus dem Jahre 1951 durch die Franzosen M. Perrault, B. Klotz und E. Housset.

## Verbreitung
Die Häufigkeit wird mit unter 1 zu 1.000.000 angegeben, bislang wurden über 30 Betroffene in 15 Familien beschrieben. Die Vererbung erfolgt autosomal-rezessiv.

## Ursache
Je nach zugrunde liegender Mutation können folgende Typen unterschieden werden:
- Typ 1 mit Mutationen im HSD17B4-Gen auf Chromosom 5 Genort q23.1[4]
- Typ 2 mit Mutationen im HARS2-Gen auf Chromosom 5 Genort q31.3[5]
- Typ 3 mit Mutationen im CLPP-Gen auf Chromosom 19 Genort p13.3[6]
- Typ 4 mit Mutationen im LARS2-Gen auf Chromosom 3 Genort p21.31[7]
- Typ 5 mit Mutationen im TWNK-Gen auf Chromosom 10 Genort q24.31[8]
- Typ 6 mit Mutationen im ERAL1-Gen auf Chromosom 17 Genort q11.2[9]

## Klinische Erscheinungen
Klinische Kriterien sind:
- beim weiblichen Geschlecht Gonadendysgenesie mit primärer Amenorrhoe, Unfruchtbarkeit, genitaler Infantilismus, Hypergonadotroper Hypogonadismus
- angeborene Innenohrschwerhörigkeit
- beim männlichen Geschlecht normale Gonaden
- Mittleres Alter bei Diagnosestellung 22 Jahre mit verzögerter Pubertät
- Kleinwuchs bei der Hälfte der Betroffenen

Hinzu können neurologische Auffälligkeiten wie Ataxie, Dyspraxie oder Polyneuropathie kommen. Auch ein Marfanoider Körperbau wird beschrieben.

## Diagnose
Die Diagnose beruht auf den klinischen Befunden, Hormon- und neurologischen Untersuchungen mit verminderter Nervenleitgeschwindigkeit.

## Differentialdiagnose
Abzugrenzen ist das Pseudo-Zellweger-Syndrom und das wesentlich häufigere Turner-Syndrom.

## Heilungsaussicht
Die Lebenserwartung ist normal. Der Verlauf hängt im Wesentlichen von den neurologischen Veränderungen ab.